# Zalesie (powiat łukowski)
Zalesie – wieś w Polsce położona w województwie lubelskim, w powiecie łukowskim, w gminie Łuków.
| SIMC    | Nazwa   | Rodzaj    |
| ------- | ------- | --------- |
| 0680213 | Poręby  | część wsi |
| 0680220 | Warkocz | część wsi |
| 0680236 | Wycinka | część wsi |

W latach 1975–1998 miejscowość należała administracyjnie do województwa siedleckiego.
Wieś stanowi sołectwo w gminie Łuków. Według Narodowego Spisu Powszechnego z roku 2011 wieś liczyła 959 mieszkańców.
Wierni Kościoła rzymskokatolickiego należą do parafii Podwyższenia Krzyża Świętego w Łukowie.